# ناحیه کامینز، میشیگان
ناحیه کامینز (به انگلیسی: Comins Township) یک منطقهٔ مسکونی در ایالات متحده آمریکا است که در شهرستان اسکودا واقع شده‌است.
 ناحیه کامینز  ۱٬۹۷۰ نفر جمعیت دارد و ۳۴۳ متر بالاتر از سطح دریا واقع شده‌است.